# آتاناس فیدانین
آتاناس فیدانین (بلغاری: Атанас Фиданин؛ زادهٔ ۹ اوت ۱۹۸۶) بازیکن فوتبال اهل بلغارستان است.
از باشگاه‌هایی که در آن بازی کرده است می‌توان به باشگاه فوتبال لفسکی صوفیه اشاره کرد.
وی همچنین در تیم ملی فوتبال زیر ۲۱ سال بلغارستان بازی کرده است.